# Ray Charles at Newport
Albums de Ray Charles
What'd I Say
(1958) The Genius of Ray Charles
(1959)
Ray Charles at Newport est le premier album live de l'artiste rhythm and blues Ray Charles sorti fin 1958 sur le label Atlantic Records. L'enregistrement de l'album a eu lieu durant le Newport Jazz Festival, le 5 juillet 1958.
Tous les morceaux de cet album (dans un ordre différent) et ceux de l'album Ray Charles In Person (sorti en 1959, enregistré à Atlanta le 28 mai 1959) ont été regroupés dans une compilation, Live, avec, en bonus inédit, Swanee River Rock, venant du concert de Newport. Ce CD contient deux versions différentes de Night Time Is the Right Time, une de chaque concert.

## Liste des titres
1. Night Time Is the Right Time (Ozzie Cadena/Lew Herman) – 4:06
2. ln a Little Spanish Town (Sam Lowis/Mabel Wayne/Joe Young) – 3:47
3. I Got a Woman (Ray Charles/Renald Richard) – 6:24
4. Blues Waltz (Max Roach) – 6:29
5. Hot Rod (Ray Charles) – 3:43
6. Talkin' 'Bout You (Ray Charles) – 4:26
7. Sherry (Hank Crawford) – 4:18
8. A Fool for You (Ray Charles) – 7:15

## Personnel
- Ray Charles : Clavier, chant, Saxophone alto
- Marcus Belgrave : Trompette
- Lee Harper : Trompette
- David Newman : Saxophone ténor
- Bennie Crawford : Saxophone baryton
- Edgar Wills : Basse
- Richie Goldberg : Batterie
- Marjorie Hendricks : Chant
- The Raelettes : Chœur